# Rosa López
Rosa López, född 14 januari 1981 i Láchar i Granada i Spanien, är en spansk artist och dansare. Hon deltog i Operación Triunfo 2001 och valdes sedan att representera sitt hemland i Eurovision Song Contest 2002 med låten Europe's Living a Celebration, med vilken hon slutade på sjundeplats.
År 2006 vann hon danstävlingen ¡Mira quién baila!, Spaniens version av TV-programmet Let's Dance. Samma år spelade hon in och gav ut Sonja Aldéns melodifestivalbidrag Etymon med nyskriven spansk text. Hon har även spelat in en spansk version av Javieras melodifestivalsbidrag No Hay Nada Mas från 2002.

## Diskografi
- 2002: Rosa
- 2003: Ahora
- 2004: Ojalá
- 2005: Rosa en concierto (DVD)
- 2006: Me siento viva
- 2008: Promesas
- 2009: Propiedad de nadie

### Fotnoter
1. ↑  ”Här är Afro-dites betyg på konkurrenterna” (på svenska). Aftonbladet. 10 april 2002. http://www.aftonbladet.se/nojesbladet/musik/article10270799.ab. Läst 23 april 2017.